# Bernd Six
Bernd Six (* 1943 in Bückeburg) ist ein deutscher Sozialpsychologe.

## Leben
Er studierte Psychologie, Philosophie und Germanistik an der Universität Bonn. 1980 habilitierte er in Bonn. Von 1979 bis 1981 war er Professor am Institut für Wirtschafts- und Sozialpsychologie in Göttingen, lehrte von 1981 bis 1988 an der Universität Koblenz-Landau und wechselte schließlich 1988 zur Universität Wuppertal. Seit 1995 ist er Professor für Sozial- und Organisationspsychologie am Institut für Psychologie an der Martin-Luther-Universität Halle-Wittenberg. Dort war er von 2006 bis 2010 Prorektor für Strategische Entwicklung, bevor er im Oktober 2010 emeritierte. Von 2012 bis 2021 war er Leiter des Departments Psychologie an der MSH Medical School Hamburg. 
Seine Arbeitsschwerpunkte sind Commitment und Identifikation in Organisationen, Führungsforschung, Meta-Analysen; Organ-Spende-Verhalten, Einstellungsforschung, Einstellung und Verhalten sowie Stereotype und Vorurteile – Ideologische Systeme und Werthaltungen.

## Schriften (Auswahl)
- mit Bernd Schäfer: Sozialpsychologie des Vorurteils. Stuttgart 1978, ISBN 3-17-001421-8.
- mit Bernd Schäfer: Einstellungsänderung. Stuttgart 1985, ISBN 3-17-008609-X.